# Timandra pompalis
Timandra pompalis là một loài bướm đêm trong họ Geometridae.